# フレガート エコジェット
フレガート エコジェット
フレガート エコジェットの想像図
- 用途：双発ワイドボディ旅客機
- 設計者：ツポレフ
- 製造者：JSC "Russian Avia Consortium" Corp.
- 運用開始：2018年 (予定)
- 運用状況：構想段階

フレガート エコジェットFrigate Ecojet (ロシア語: Фрегат Экоджет, ローマ字での表記はFregat Ekodzhet) は新しい航空力学と設計仕様を採用した新型の民間ワイドボディ機の開発計画である。計画は1991年にTu-304としてヴァレンティン・クリモフ(ツポレフ設計局の主任技術者)の主導で開始され、当初は500人までの乗客を運ぶ予定だった。2004年以降、計画はツポレフの子会社でクリモフの息子であるアレクサンダー・クリモフが率いる新たな設計局に引き継がれた。
フレガート エコジェット計画の第一の目標は新しい中距離ワイドボディ機を開発して2018年から就航する事である。
航続距離は3,000から4,000 kmが予定される。

## 画像

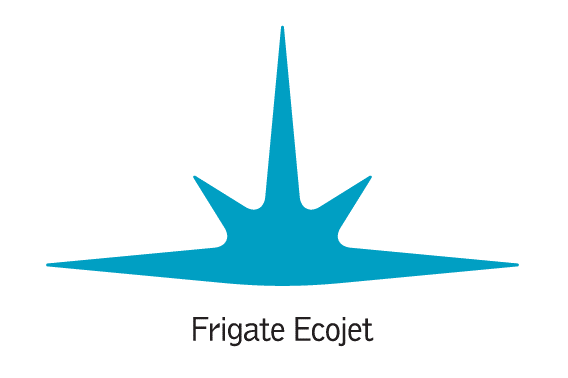
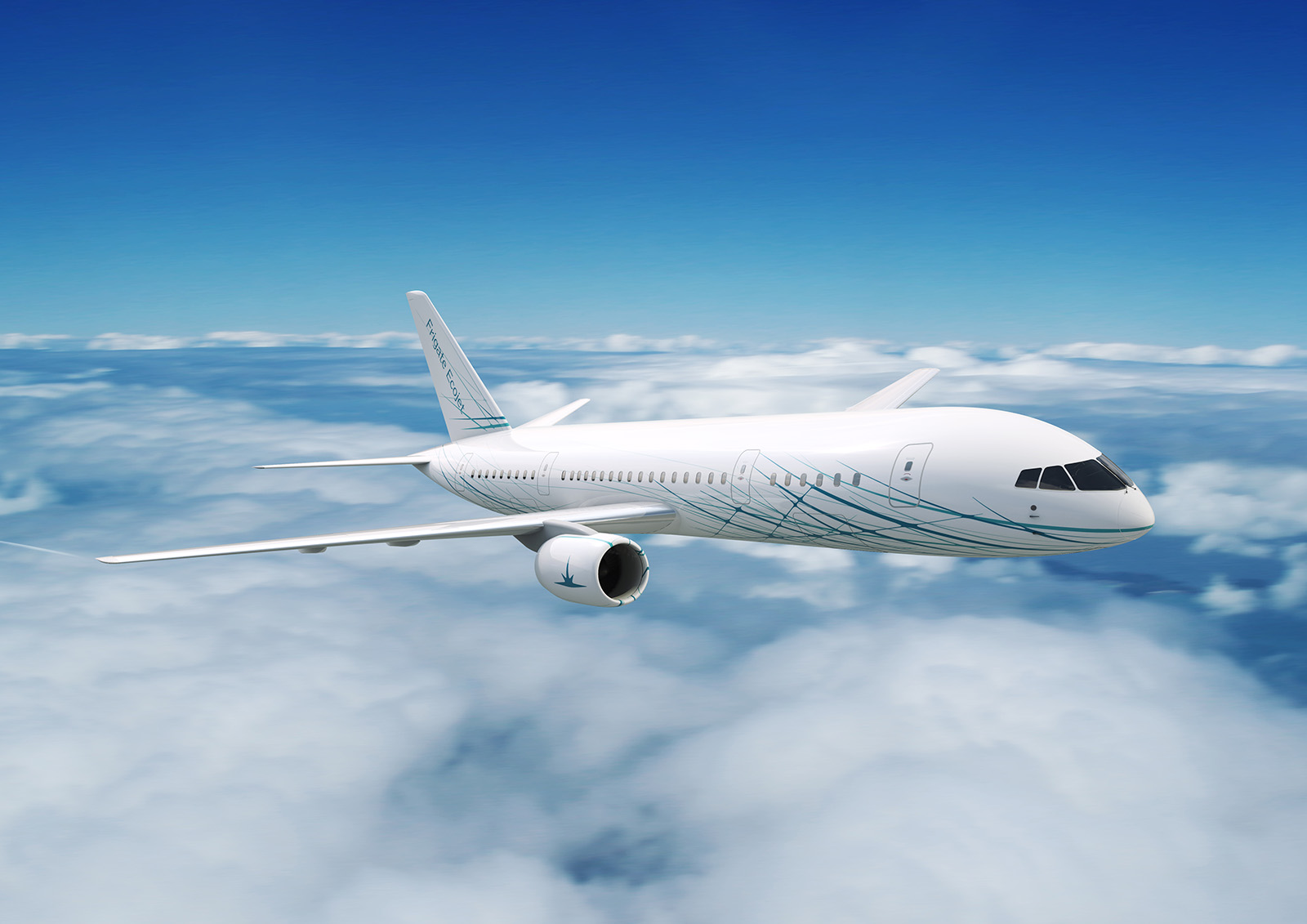
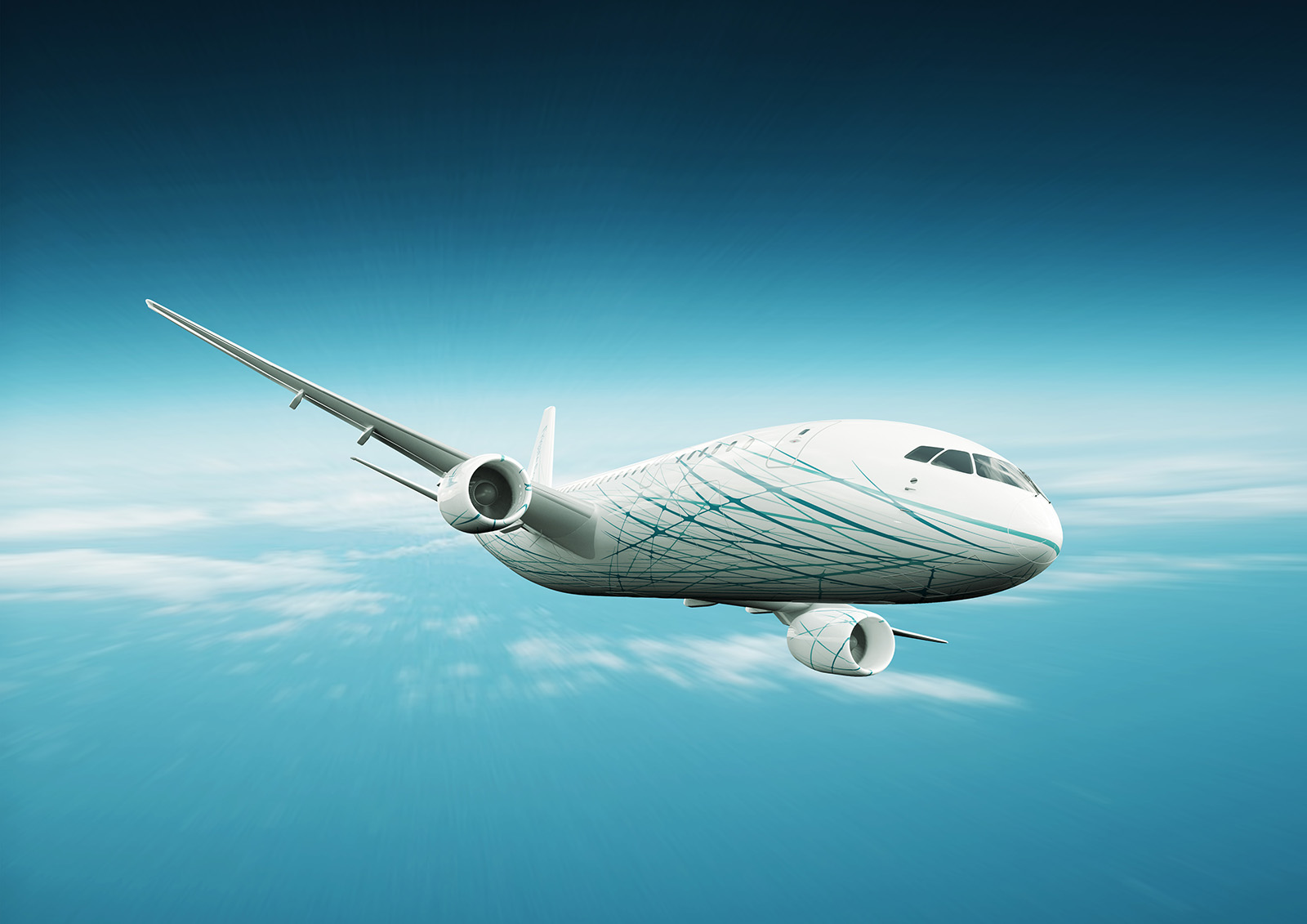
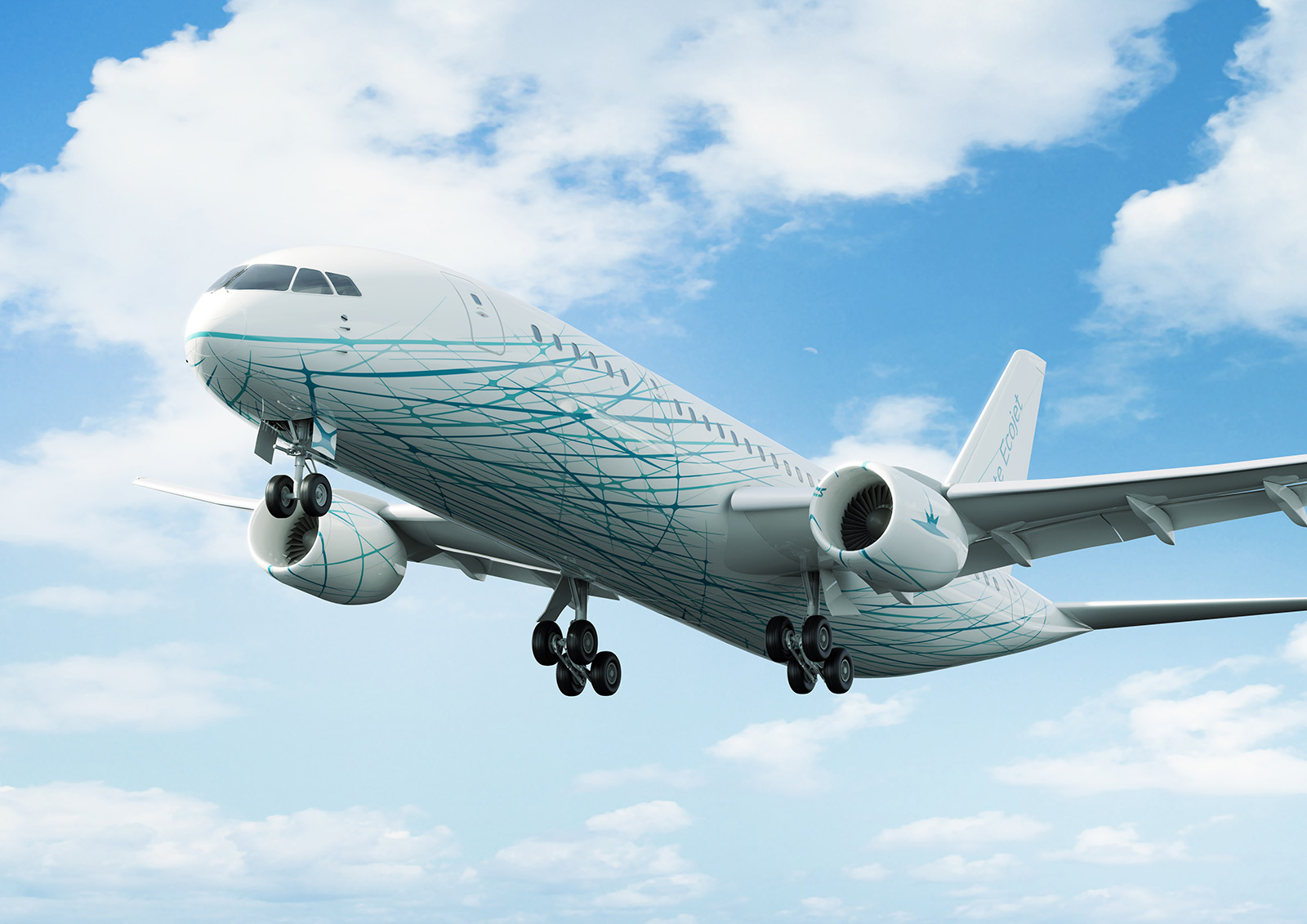
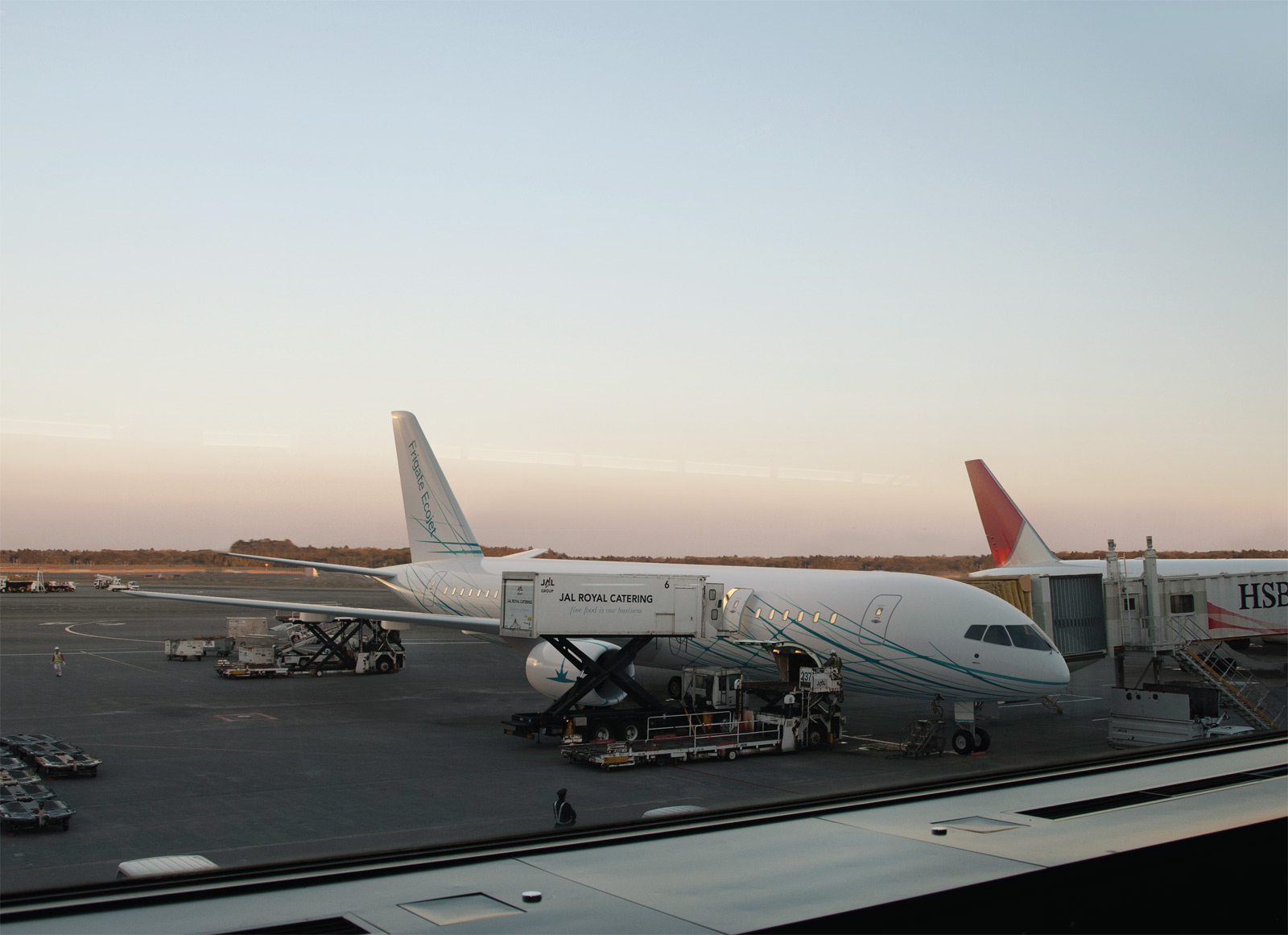
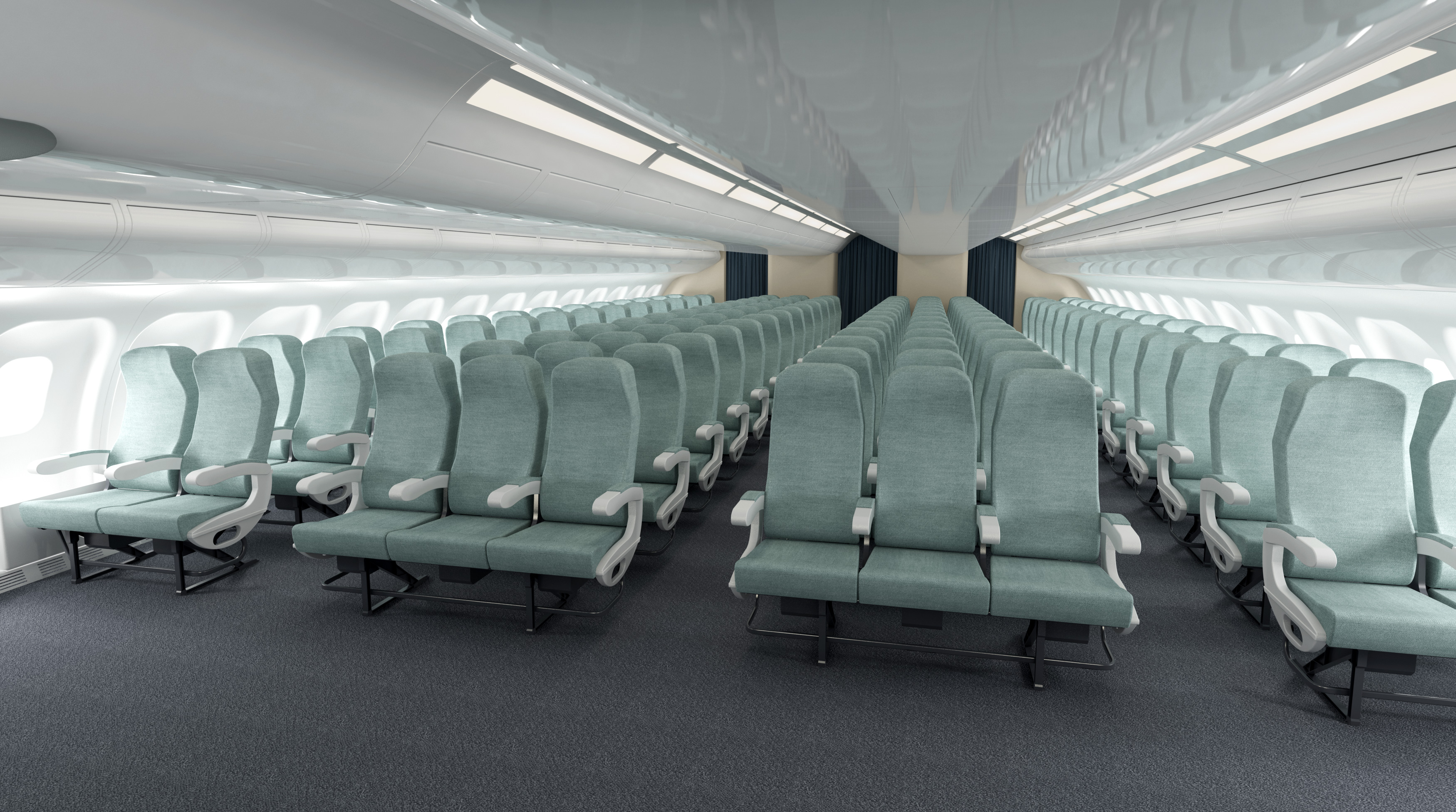

## 技術的特徴

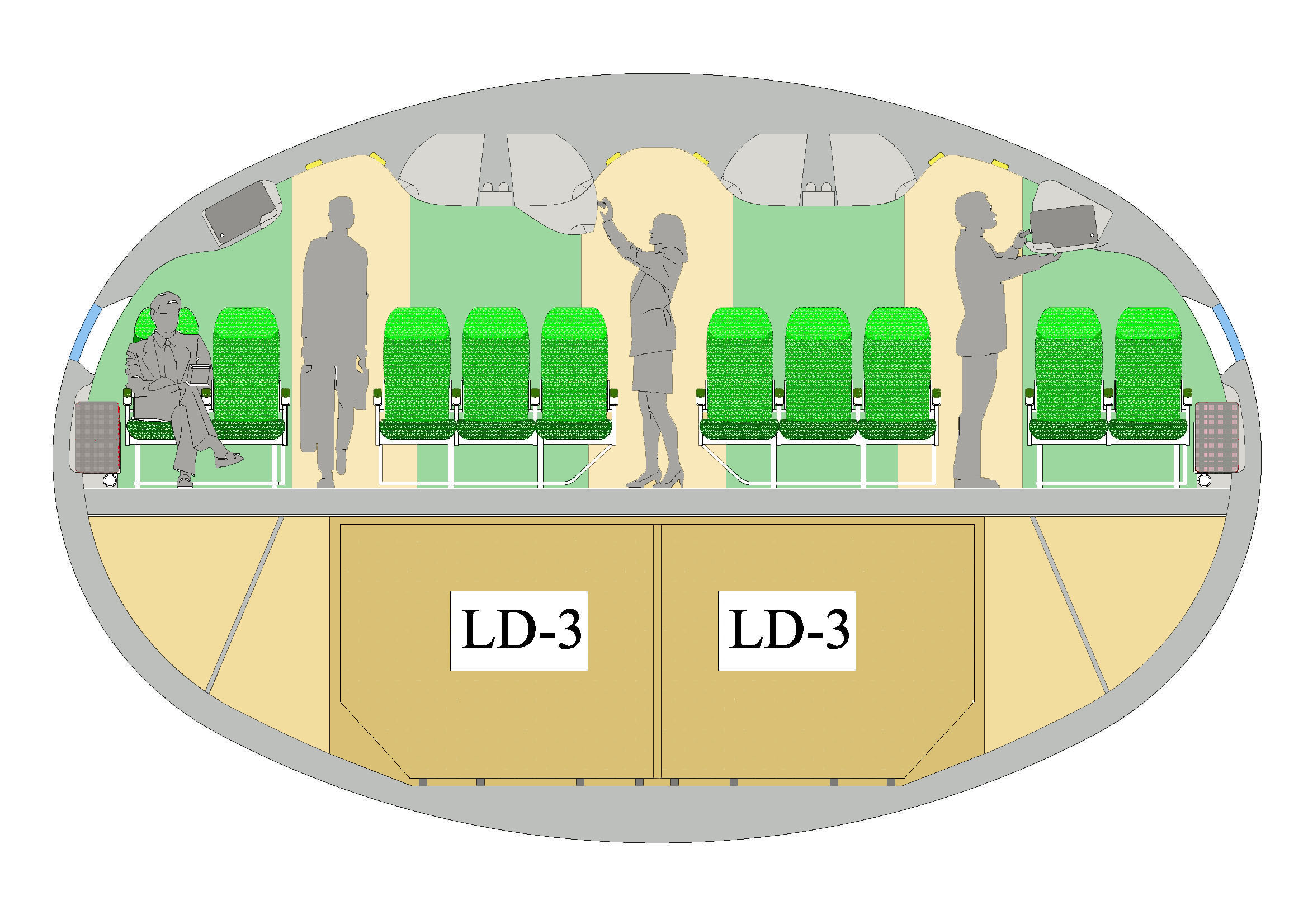
"フレガート エコジェット" の胴体断面

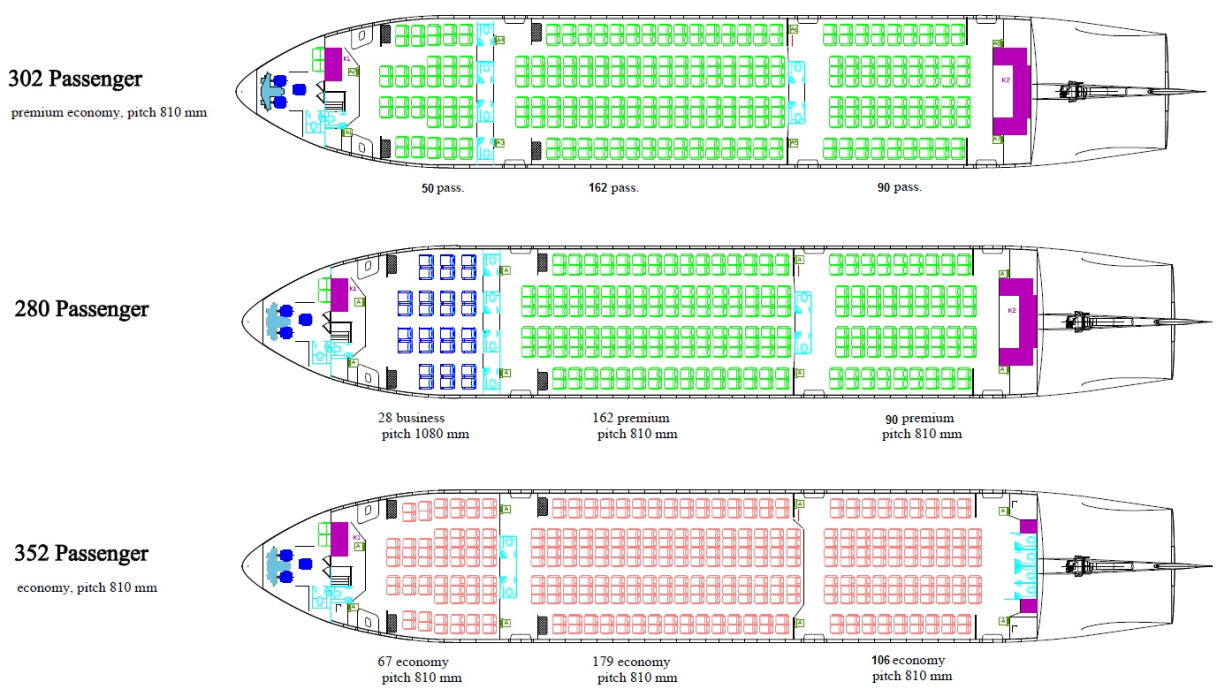
"フレガート エコジェット" の客室の構成

新しいワイドボディ機は楕円形の胴体断面を採用する。この形状を選択した事で3クラスの客室を有する500 mm (20 inches)未満の座席幅で前後の座席間隔は810 mm (32 inches)未満の座席配置で300から350人規模の旅客を最小の寸法で収容する。全てエコノミー席であれば400座席に増やせる。3クラスでの基本的な配置は302座席(ビジネスクラス、プレミアム・エコノミー、エコノミークラス)である。
 フレガート エコジェットの主要な諸元 
| 乗客数                        | 260    | 280    | 302    | 352    |
| 積載量 (kg)                   | 24,700 | 26,600 | 28,690 | 33,440 |
| 航続距離 (km)                 | 4,541  | 4,042  | 3,500  | 2,343  |
| マッハ数                      | 0.8    | 0.8    | 0.8    | 0.8    |
| 離陸重量 (トン)               | 123    | 123    | 123    | 123    |
| 離陸に必要な滑走路 (km)       | 2.375  | 2.375  | 2.375  | 2.375  |
| 着陸に必要な滑走路の長さ (km) | 2.336  | 2.336  | 2.336  | 2.336  |